# Antonín Dvořák
Antonín Leopold Dvořák (pronunciación en checo: /ˈantoɲiːn ˈlɛopolt ˈdvor̝aːk/ Nelahozeves, 8 de septiembre de 1841-Praga, 1 de mayo de 1904) fue un compositor posromántico natural de Bohemia —territorio entonces perteneciente al Imperio austríaco—, uno de los primeros compositores checos en lograr el reconocimiento mundial y uno de los grandes compositores de la segunda mitad del siglo XIX. Empleó con frecuencia ritmos y otros aspectos de la música folclórica de Moravia y su Bohemia natal, siguiendo el ejemplo de su predecesor, el nacionalista de la era romántica Bedřich Smetana. Se ha descrito al estilo de Dvořák como «la recreación más completa de un idioma nacional con el de la tradición sinfónica, absorbiendo influencias populares y encontrando formas efectivas de usarlas».
Dvořák mostró sus dotes musicales a una edad temprana, siendo un buen estudiante de violín desde los seis años. Las primeras representaciones públicas de sus obras fueron en Praga en 1872 y, con especial éxito, en 1873, cuando tenía 31 años. Buscando reconocimiento más allá del área de Praga, presentó una partitura de su Primera Sinfonía a un concurso de premios en Alemania, pero no ganó, y el manuscrito no devuelto se perdió hasta que fue redescubierto muchas décadas después. En 1874 hizo una presentación al Premio Estatal de Composición de Austria, incluyendo partituras de dos sinfonías más y otras obras. Aunque no lo sabía, Johannes Brahms fue el miembro principal del jurado y quedó muy impresionado. Le otorgaron el premio en 1874 y nuevamente en 1876 y en 1877, cuando Brahms y el destacado crítico Eduard Hanslick, también miembro del jurado, se presentaron a él. Brahms recomendó a Dvořák a su editor, Fritz Simrock, quien poco después encargó lo que se convirtió en Danzas eslavas, op. 46. Fueron muy elogiadas por el crítico musical de Berlín Louis Ehlert en 1878, la partitura (de la versión original para piano a cuatro manos) tuvo excelentes ventas y lanzó su reputación internacional.
La primera pieza de carácter religioso de Dvořák, su arreglo de Stabat Mater, se estrenó en Praga en 1880. Fue interpretado con gran éxito en Londres en 1883, lo que dio lugar a muchas otras representaciones en el Reino Unido y Estados Unidos. En su carrera, realizó al menos nueve visitas como invitado a Inglaterra, a menudo dirigiendo representaciones de sus propias obras. Su Séptima Sinfonía la escribió para Londres. Al visitar Rusia en marzo de 1890, dirigió conciertos de su propia música en Moscú y San Petersburgo. En 1891 lo nombraron profesor en el Conservatorio de Praga. Entre 1890 y 1891, escribió su Trío Dumky, una de sus piezas de música de cámara de mayor éxito.
En 1892, se mudó a Estados Unidos y se convirtió en el director del Conservatorio Nacional de Música de América en Nueva York. La presidenta del Conservatorio Nacional, Jeannette Thurber, le ofreció un salario anual de 15 000 dólares, veinticinco veces lo que le pagaban en el Conservatorio de Praga. Mientras estuvo en Estados Unidos, escribió sus dos obras orquestales más exitosas: la Sinfonía del Nuevo Mundo, que difundió su reputación en todo el mundo, y el Concierto para violonchelo. En el verano de 1893, se mudó de Nueva York a Spillville (Iowa), siguiendo el consejo de su secretario, Josef Jan Kovařík. Dvořák había planeado originalmente regresar a Bohemia, pero Spillville estaba compuesto en su mayoría por inmigrantes checos, por lo que sintió menos nostalgia; se refirió a ella como su «Vysoká de verano». Allí fue donde escribió su pieza de música de cámara más famosa, su Cuarteto de cuerda en fa mayor, op. 96, que más tarde fue apodado como Cuarteto Americano. Poco después de su estancia en Iowa, extendió su contrato con el Conservatorio Nacional por otros dos años. Sin embargo, la crisis económica de abril de 1893 provocó la pérdida de ingresos del marido de Thurber e influyó directamente en la financiación del Conservatorio Nacional. El déficit en el pago de su salario, junto con el creciente reconocimiento en Europa y un principio de nostalgia, lo llevaron a dejar Estados Unidos y regresar a Bohemia en 1895.
Todas sus nueve óperas, excepto la primera, tienen libretos en checo y estaban destinadas a transmitir el espíritu nacional checo, al igual que algunas de sus obras corales. La más exitosa de las óperas es Rusalka. Entre sus obras más pequeñas, la séptima Humoresca y la canción «Canciones que me enseñó mi madre» también son ampliamente interpretadas y grabadas. Ha sido descrito como «posiblemente el compositor más versátil de su tiempo».
El Festival Internacional de Música de Dvořák de Praga es una importante serie de conciertos que se celebran anualmente para homenajear la vida y la obra del compositor.

## Biografía

### Primeros años

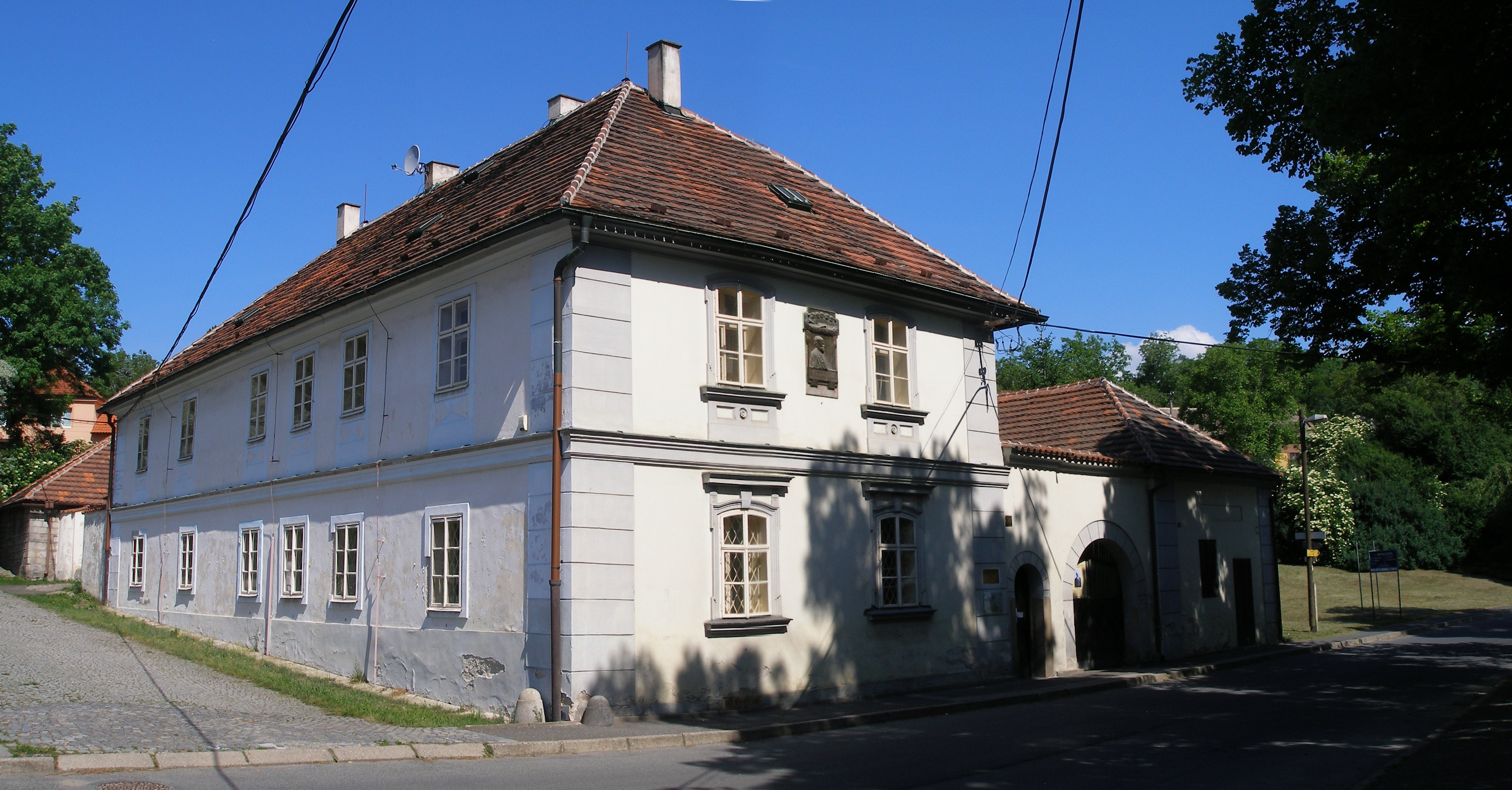
Casa natal de Antonín Dvořák en Nelahozeves.

Antonín Dvořák nació en Nelahozeves, pequeña población al norte de Praga (entonces parte de Bohemia en el Imperio austríaco, ahora República Checa), el 8 de septiembre de 1841. Su padre, František Dvořák (1814-1894), poseía un reducido establecimiento hotelero y también trabajó como intérprete profesional de cítara y como carnicero. Su madre, Anna, de soltera Zdeňková (1820-1882), era la hija de Josef Zdenĕk, el bailío del príncipe Lobkowicz. Anna y František se casaron el 17 de noviembre de 1840. Antonín fue el mayor de sus catorce hermanos, ocho de los cuales sobrevivieron a la infancia. Fue bautizado como católico en la iglesia de San Andrés de su pueblo. Los primeros años de Dvořák en Nelahozeves nutrieron su fuerte fe cristiana y el amor de su herencia bohemia que influyeron tan fuertemente en su música. En 1847 ingresó en la escuela primaria de su pueblo, donde recibió las primeras enseñanzas musicales y aprendió a tocar el violín de la mano de su profesor Joseph Spitz. Mostró un talento precoz y gracias a su habilidad tocó en una banda de su pueblo y en la iglesia. František estaba muy satisfecho de los dones de su hijo. A la edad de 13 años y bajo la influencia de su padre, lo enviaron a Zlonice a vivir con su tío Antonín Zdenĕk, con el fin de aprender alemán. Su primera composición, Polka Pomnenka, la escribió probablemente en 1855.

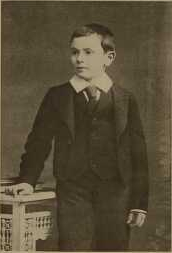
Antonín Dvořák de niño.

Recibió lecciones de piano, órgano y violín de su profesor de alemán Antonín Liehmann, quien también le enseñó teoría de la música y le presentó a los compositores de la época. Dvořák tenía mucho respeto por su maestro, a pesar de que éste tenía un carácter bastante duro. Liehmann era el organista de la iglesia de Zlonice y a veces dejaba a Dvořák que tocara en los servicios religiosos. Recibió más lecciones de órgano y teoría musical en Česká Kamenice con Franz Hanke, quien alentó aún más su talento musical y fue más comprensivo. A los 16 años y bajo la insistencia de Liehmann y Zdenĕk, František permitió a su hijo convertirse en músico, con la condición de que fuera organista. Después de partir hacia Praga en septiembre de 1857, ingresó en la Escuela de Órgano de la ciudad, donde estudió canto con Josef Zvonař, teoría con František Blažek y órgano con Joseph Foerster. Este último no sólo fue profesor en el Conservatorio de Praga, sino también compositor de órgano. También realizó un curso adicional de idiomas para mejorar su alemán y trabajó como violista «extra» en numerosas bandas y orquestas, incluida la orquesta de la Sociedad de Santa Cecilia. Se graduó de la Escuela de Órgano en 1859, ocupando el segundo lugar en su clase. Solicitó, sin éxito, un puesto como organista en la iglesia de San Enrique (Sv. Jindřich), pero se mantuvo impertérrito en la búsqueda de una carrera musical.
Tras obtener el graduado, su tío dejó de prestarle su ayuda económica, por lo que, en 1858, se incorporó a la orquesta de Karel Komzák, con quien actuó en los restaurantes y balls de Praga. El alto nivel profesional del conjunto atrajo la atención de Jan Nepomuk Maýr, quien contrató a toda la orquesta para la Orquesta del Teatro Provisional de Bohemia. Dvořák tocó la viola en la orquesta a partir de 1862. Apenas podía pagar las entradas para un concierto, pero tocar en la orquesta le dio la oportunidad de escuchar música, principalmente óperas. En julio de 1863, actuó en un programa dedicado al compositor alemán Richard Wagner, quien dirigió la orquesta. Había tenido una «admiración ilimitada» por el compositor alemán desde 1857. En 1862, había comenzado a componer su primer cuarteto de cuerdas. En 1864, acordó compartir el alquiler de un piso ubicado en el distrito Žižkov de Praga con otras cinco personas, entre las que también se encontraban el violinista Mořic Anger y Karel Čech, quien más tarde se convirtió en cantante. En 1866, Maýr fue reemplazado como director en jefe por Bedřich Smetana. La constante necesidad de complementar sus ingresos empujó a Dvořák a dar lecciones de piano. Fue a través de estas lecciones de piano como conoció a su futura esposa. Originalmente, se enamoró de su alumna y colega del Teatro Provisional Josefína Čermáková, para quien aparentemente compuso el ciclo de canciones Cipreses. Sin embargo, su amor no fue correspondido y ésta terminó casándose con otro hombre.
En 1873, Dvořák se casó con la hermana menor de Josefina, Anna Čermáková (1854-1931). Tuvieron nueve hijos: Otakar (1874-1877), Josefa (1875-1875), Růžena (1876-1877), Otýlie (1878-1905), Anna (1880-1923), Magdalena (1881-1952), Antonín (1883-1956), Otakar (1885-1961) y Aloisie (1888-1967). En 1898, su hija Otýlie se casó con su alumno, el compositor Josef Suk. Su hijo Otakar escribió un libro sobre él.

### Compositor y organista

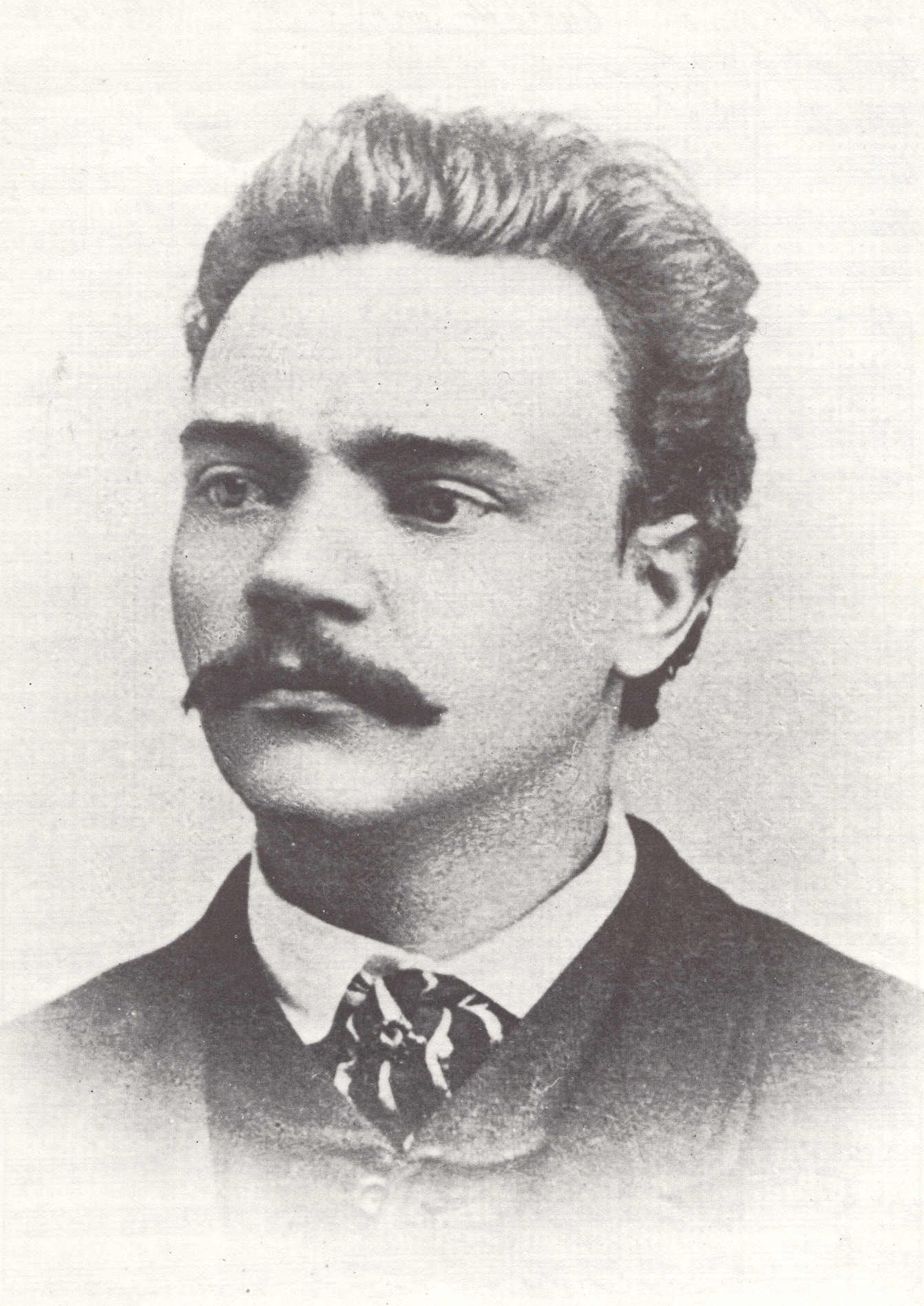
Antonín Dvořák en 1868.

Dvořák numeró su Quinteto de cuerda en la menor (1861) como op. 1 y su Primer cuarteto de cuerda (1862) como su op. 2, aunque el catálogo cronológico de Jarmil Burghauser los enumera como B.6 y B.7 y muestra cinco composiciones anteriores sin números de opus. A principios de la década de 1860, también hizo sus primeros intentos sinfónicos, algunos de los cuales quemó autocríticamente. Se conserva el manuscrito de una sinfonía en do menor sin número de opus, B.9, compuesta en 1865. Esta sinfonía ha llegado a ser numerada como la Primera de Dvořák. Sus primeros intentos de composición transcurrieron sin recepción crítica ni actuaciones públicas. Sus composiciones hasta 1870, según el catálogo Burghauser, o no tuvieron estrenos conocidos, o se estrenaron en 1888 o después. Por ejemplo, el Tercer cuarteto de cuerda, B.18, lo escribió alrededor de 1869, pero se publicó póstumamente en 1964 y se estrenó en 1969. En 1870, compuso su primera ópera, Alfred, entre mayo a octubre. Su obertura, conocida como Obertura trágica, se interpretó públicamente por primera vez en 1905 y la ópera completa en 1938.
En 1871 dejó la orquesta del Teatro Provisional a fin de tener más tiempo para componer. Hasta 1871 sólo dio números de opus a cinco de sus primeras 26 composiciones. La primera mención de Antonín Dvořák en la prensa apareció en la revista Hudební listy en junio de 1871 y la primera composición interpretada públicamente fue la canción «Vzpomínání» («Reminiscencia», octubre de 1871, veladas musicales de L. Procházka). El Teatro Provisional devolvió la ópera El rey y el carbonero (Král a uhlir) y le dijeron que no se podía interpretar. Su obertura se estrenó en 1872 en un concierto de la Filarmónica dirigido por Bedřich Smetana, pero la ópera completa con la partitura original se interpretó una vez en 1929 y no se volvió a interpretar hasta un concierto en septiembre de 2019 en el Festival Internacional de Música de Dvořák de Praga. Clapham dice que Dvořák se dio cuenta de que había llegado a «extremos al intentar seguir el ejemplo de Wagner». Entre 1873 y 1874 reajustó «el libreto de El rey y el carbonero completamente de nuevo, de una manera totalmente diferente», sin usar «nada de la desafortunada versión anterior». La ópera alternativa, llamada El rey y el carbonero II, B.42, se estrenó en Praga en 1874.

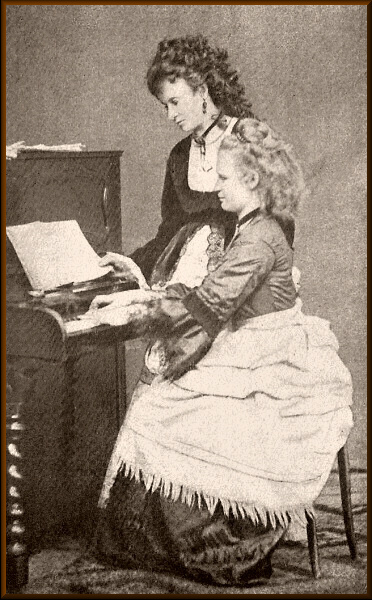
Josefína Čermáková (de pie) y Anna Čermáková (sentada), cuñada y esposa de Antonín Dvořák.

Al dejar la Orquesta Nacional del Teatro después de su matrimonio, Dvořák consiguió el puesto de organista en la iglesia de St. Vojtěch, también llamada San Adalberto, de Praga bajo la dirección de Josef Foerster, su antiguo profesor en la Escuela de Órgano. En el puesto cobraba «una miseria», pero era «una suma bienvenida para la joven pareja». A pesar de estas circunstancias, Dvořák todavía se las arregló para componer una gran cantidad de música en esta época.
En noviembre de 1872, se representó en Praga su Quinteto para piano en la mayor, op. 5, por un «espléndido equipo de intérpretes» organizado por Procházka. Fue su primera pieza tocada en un concierto. En marzo de 1873, su cantata patriótica checa Dědicové bilé hory (Los herederos de la montaña blanca) fue interpretada por la Sociedad Coral de Praga Hlahol de 300 cantantes (dirigida por su amigo y partidario Karel Bendl) con una cálida respuesta tanto del público como de los críticos, convirtiéndolo en un «éxito rotundo». Las composiciones de Dvořák empezaron a ser reconocidas en Praga.
Sin embargo, cuando Dvořák cumplió 33 años en 1874 permanecía casi desconocido como compositor fuera del área de Praga. Ese año, solicitó y ganó el Premio del Estado de Austria (Stipendium) de composición, de una cuantía de 400 florines, otorgado en febrero de 1875 por un jurado formado por el crítico Eduard Hanslick, Johann von Herbeck, director de la Ópera Estatal, y Johannes Brahms. Parece que este último se había unido recientemente al jurado, ya que no estuvo en él durante el año 1874, según Hanslick. Sin embargo, Brahms tuvo tiempo y oportunidad de apreciar la presentación de Dvořák de 1874. Botstein afirma que el propósito del jurado era «otorgar apoyo financiero a talentosos compositores necesitados» en el Imperio austrohúngaro. El jurado recibió una «presentación masiva» de Dvořák: «quince obras, incluidas dos sinfonías, varias oberturas y un ciclo de canciones». Brahms estuvo «visiblemente superado» por la «maestría y talento» de Dvořák. Las dos sinfonías eran la Tercera y la Cuarta, ambas estrenadas en Praga en la primavera de 1874.
Clapham aporta el informe oficial para el premio de 1874, que dice que Dvořák era un profesor de música relativamente empobrecido que «ha presentado quince composiciones, entre ellas sinfonías, que muestran un talento indudable ... El solicitante ... merece una subvención para facilitar sus estrechas circunstancias y liberarlo de la ansiedad en su trabajo creativo». Dice que aún no había tenido un piano. Antes de casarse, se había alojado con otros cinco hombres, uno de los cuales tenía un pequeño piano de «espineta».
En 1875, año en que nació su primer hijo, compuso su Segundo quinteto de cuerdas, su Quinta Sinfonía, el Trío para piano n.º 1 y Serenata para cuerdas en mi. Volvió a participar, pero esta vez no ganó, en el Premio Estatal de Austria. Lo ganó en 1876 y finalmente se sintió libre de renunciar a su puesto de organista. En 1877 escribió las Variaciones sinfónicas y Ludevít Procházka dirigió su estreno en Praga.

### Reputación internacional

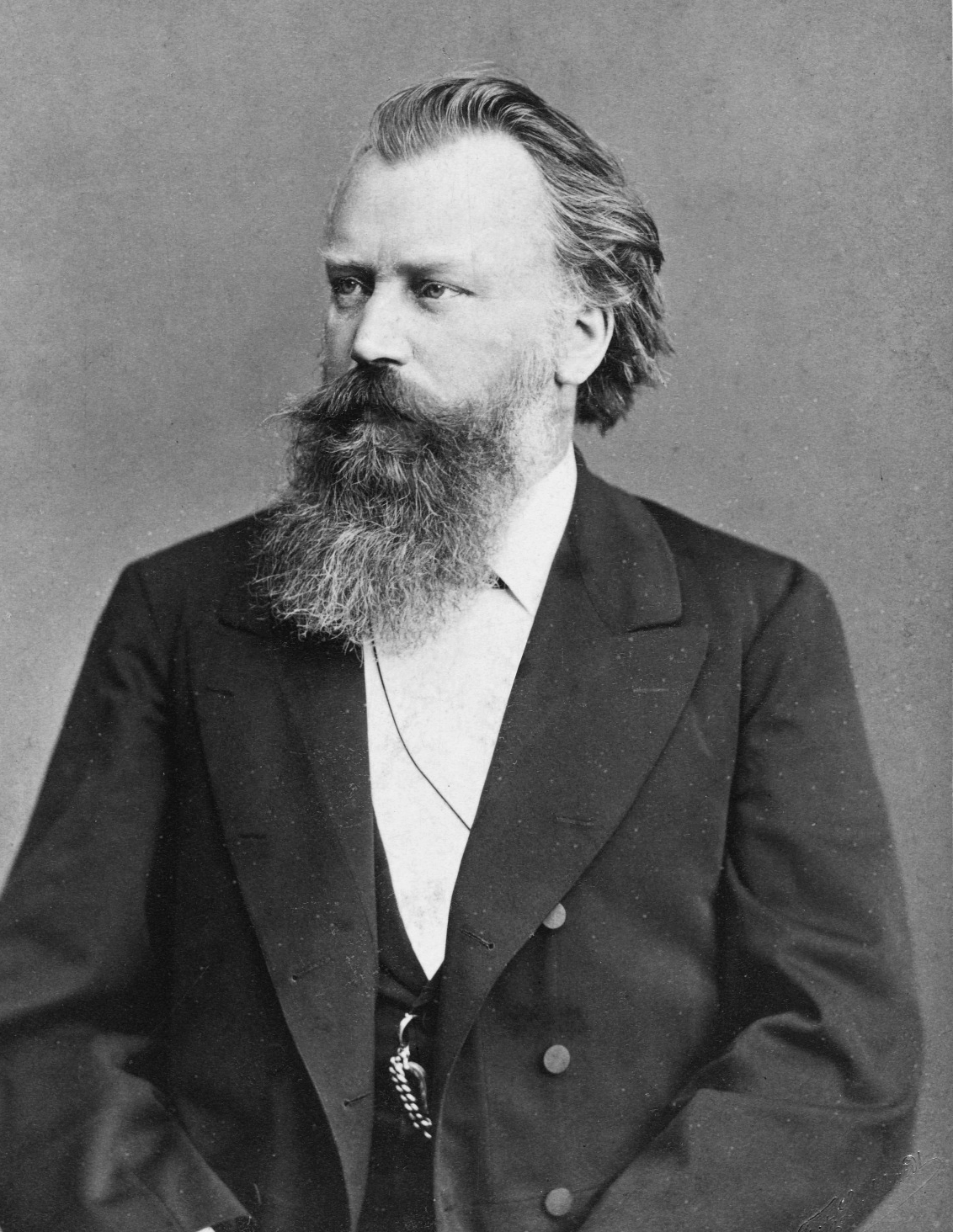
Johannes Brahms recomendó con éxito a Dvořák a su editor, Fritz Simrock. Los dos hombres se vieron por primera vez en 1877 y Dvořák dedicó a Brahms su Cuarteto de cuerda, op. 34.

Dvořák volvió a participar en el concurso del Premio Austriaco en 1877, donde presentó sus Duetos moravos y otras obras, posiblemente su Concierto para piano. No se enteró del resultado hasta diciembre. A continuación, recibió una carta personal de Eduard Hanslick, que también había formado parte de los jurados que otorgaron los premios. La carta no sólo notificaba a Dvořák que había vuelto a ganar el premio, sino que le informaba por primera vez que Brahms y Hanslick habían formado parte del jurado. La carta transmitía una oferta de ayuda amistosa de los dos para dar a conocer su música fuera de su Chequia natal. En el mes de diciembre de 1877, escribió su Cuarteto de cuerda n.º 9 en re menor y se lo dedicó a Brahms. Tanto Brahms como Hanslick quedaron muy impresionados por los Duetos moravos y Brahms los recomendó a su editor, Fritz Simrock, quien los publicó con éxito. Teniendo en cuenta las bien recibidas Danzas húngaras de Brahms, Simrock encargó a Dvořák que escribiera algo de la misma naturaleza. Éste presentó sus Danzas eslavas, op. 46 en 1878, al principio para piano a cuatro manos, pero cuando lo solicitó Simrock, también en versión orquestal. Estos fueron un gran éxito inmediato. El 15 de diciembre de 1878, el principal crítico musical, Louis Ehlert, publicó una reseña de los Duetos moravos y Danzas eslavas en el Nationalzeitung de Berlín, afirmando que las Danzas eslavas harían su camino «alrededor del mundo» y «una naturalidad celestial fluye a través de esta música». «Hubo una carrera en las tiendas de música alemanas para los bailes y dúos de este hasta ahora ... compositor desconocido». Las danzas se tocaron en 1879 en conciertos en Francia, Inglaterra y Estados Unidos. Más tarde, Simrock solicitó más Danzas eslavas, que Dvořák proporcionó en su op. 72 de 1886.
En 1879 escribió su Sexteto de cuerdas. Simrock mostró la partitura al destacado violinista Joseph Joachim, quien junto a otros la estrenó en noviembre de ese año. Joachim se convirtió en un «destacado defensor» de la música de cámara de Dvořák. Ese mismo año, también escribió su Concierto para violín. En diciembre le dedicó la pieza a Joachim y le envió la partitura. La primavera siguiente, los dos discutieron la partitura y Dvořák la revisó extensamente, pero Joachim todavía no se sentía cómodo con ella. El concierto lo estrenó en Praga en octubre de 1883 el violinista František Ondříček, quien también lo interpretó en Viena con el director Hans Richter en diciembre de ese año. Después, Joachim programó la interpretación del concierto dos veces más, pero en ambas ocasiones no se llegó a un acuerdo y nunca lo tocó.
Hans Richter le pidió a Dvořák que compusiera su Sinfonía n.º 6 para la Orquesta Filarmónica de Viena, con la intención de estrenarla en diciembre de 1880. Sin embargo, el compositor descubrió más tarde que, a pesar de esta intención, los miembros de la orquesta se oponían a interpretar obras suyas en dos temporadas consecutivas, debido al «sentimiento anticheco». Adolf Čech dirigió el estreno de la sinfonía en un concierto de la sociedad Philharmonia (en checo: spolek Filharmonie, predecesora de la Orquesta Filarmónica Checa) el 25 de marzo de 1881, en Praga. Richter finalmente dirigió la pieza en Londres en 1882 y siempre mantuvo un interés en las composiciones de Dvořák.

### Viajes a Inglaterra

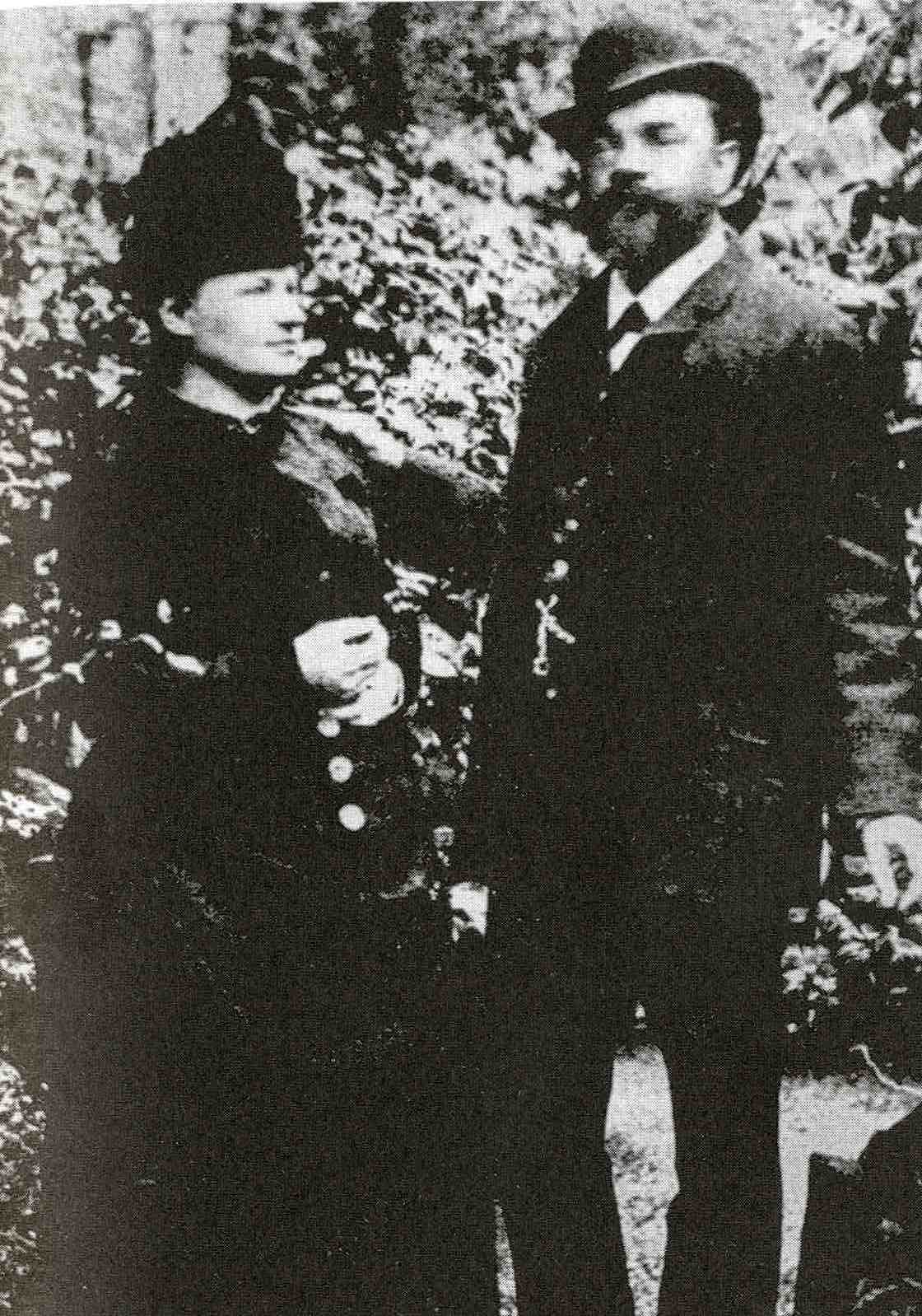
Dvořák con su esposa Anna en Londres en 1886.

Dvořák llegó a realizar al menos nueve viajes a Inglaterra, cuatro de los cuales los llevó a cabo entre 1884 y 1886, donde dirigió sus propias obras. Ya era conocido en Londres por la interpretación de obras suyas, como las Danzas eslavas (dirigidas por August Manns en 1879 y 1880), Rapsodias eslavas (bajo la dirección de Manns, Richter y Hallé en 1880 y 1881), el Sexteto de cuerdas (a cargo de Joachim en 1880) y la Sexta Sinfonía (dirigida por Manns en 1882), que habían recibido críticas favorables. El 10 de marzo de 1883 se interpretó y tuvo muy buena acogida el Stabat Mater en el Royal Albert Hall de Londres, bajo la dirección de Joseph Barnby. El éxito «provocó toda una serie de actuaciones en Inglaterra y Estados Unidos», un año antes de obtener el reconocimiento en Alemania y Austria. A principios de agosto de 1883, la Royal Philharmonic Society lo invitó a Londres para dirigir interpretaciones orquestales de sus obras en la siguiente temporada. Unos meses más tarde, a principios de noviembre de 1883, la editorial londinense de música Novello le pidió que dirigiera una interpretación de su Stabat Mater durante su visita y que compusiera una obra para solistas, coro y orquesta para el Festival de Birmingham de 1885 y dirigiera él mismo. El 5 de marzo de 1884 Dvořák viajó por primera vez a Inglaterra y el 13 de marzo dirigió el Stabat Mater en el Royal Albert Hall. Una semana después dirigió su Obertura Husita, la Sexta Sinfonía y la Rapsodia eslava n.° 2 en St. James's Hall, y el 22 de marzo, en The Crystal Palace, dirigió el Scherzo capriccioso y el Nocturno en si mayor (B.47). El mundo musical londinense consideró su visita como un «evento de importancia de "letra roja"», y lo festejaron como el «héroe musical del momento». La Royal Philharmonic Society lo nombró miembro de honor. Le prometió una nueva sinfonía y se esperaba que escribiera obras corales tanto para el próximo Festival de Birmingham como para el Festival de Leeds de 1886. Antes de volver a su país, el propietario de la editorial Novello le entregó un sustancioso adelanto económico para que compusiera una cantata. Así, al regreso de este primer viaje a Inglaterra, se encontró en condiciones de hacer realidad uno de los sueños de su vida: adquirir una residencia de verano para poder retirarse y dedicarse al aislamiento y la concentración. Compró una residencia campesina en Vysoká u Příbramě, donde se retiraba siempre que podía y donde compuso muchas de sus futuras obras.
El segundo viaje a Inglaterra tuvo lugar en noviembre de ese mismo año. Dvořák volvió a dirigir el Stabat Mater, esta vez en el festival de Worcester. Al regreso de este viaje compuso una cantata que tenía por título La novia del espectro; el texto fue traducido al inglés y la partitura la publicó la casa Novello. La obra se estrenó en Pilsen, en Bohemia, el marzo de 1885. La Royal Philharmonic Society le encargó que dirigiera conciertos en Londres y sus actuaciones fueron bien recibidas allí. En respuesta al encargo, Dvořák escribió su Séptima Sinfonía en re menor, op. 70. Realizó su estreno en St. James's Hall el 22 de abril de 1885, durante su tercer viaje al país. La escribió entre diciembre de 1884 y marzo de 1885. Se caracteriza por su «expresión dramática y su atmósfera sombría de grave incertidumbre y obstinado desafío, y se distingue por la ausencia de cualquier melodía de inspiración eslava». Dvořák escribió: «Dondequiera que voy no pienso más que en esta obra, que tiene que conmover en el mundo, y ¡con la ayuda de Dios lo lograré!». Se atribuye como razón del dolor de Dvořák a la muerte de su madre, aunque parece poco probable, ya que falleció dos años antes de que comenzara a escribir la obra. La obra fue recibida con gran entusiasmo y los críticos la compararon con las sinfonías de Ludwig van Beethoven y de Franz Schubert.
En una visita posterior en 1885, presentó su cantata La novia del espectro, en un concierto el 27 de agosto. Había llegado una semana antes para dirigir los ensayos del coro de 500 voces y orquesta de 150 intérpretes. La actuación fue «un triunfo más grande que cualquiera» que Dvořák «hubiera tenido en su vida hasta ese momento ... después de este fenomenal éxito, las sociedades corales de los países de habla inglesa se apresuraron a preparar y presentar la nueva obra». En 1887, Richter dirigió las Variaciones sinfónicas en Londres y Viena con gran éxito (habían sido escritas diez años antes y Dvořák había dejado que languidecieran después de la falta de interés inicial de sus editores). Richter escribió a Dvořák sobre la actuación en Londres, «en los cientos de conciertos que he realizado durante mi vida, ninguna obra nueva ha tenido tanto éxito como la suya».

### Más viajes a Inglaterra, Alemania y Rusia

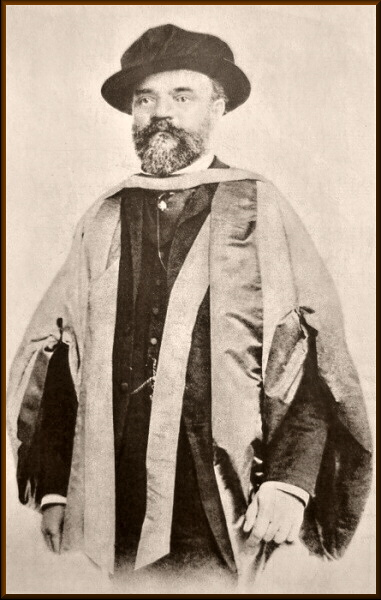
Dvořák recibió un doctorado honoris causa en Cambridge en 1891.

En agosto de 1886 viajó con su esposa Anna a Londres, que estuvo dedicado a la presentación de La novia del espectro, en el Festival de Birmingham. Después de todos aquellos éxitos, que iban aumentando de día en día, Dvořák logró una notable independencia económica, la cual le permitió una mayor libertad en sus opciones artísticas. Así nació el propósito de un oratorio nacional, Santa Ludmila, acabado el mayo de 1886. Este oratorio se estrenó en Leeds en octubre del mismo año, con ocasión del quinto viaje del compositor a las islas británicas. Fue recibido con el mismo entusiasmo que siempre, de forma que pudo escribir lo siguiente: «Me encuentro en un estado de gran excitación, entre otras cosas por la notable interpretación de la orquesta (ciento veinte instrumentistas), del coro (trescientos cincuenta cantantes) y de los solistas, todos de primera calidad, pero de manera especial por las ovaciones clamorosas del público. ¡No había comprobado en toda mi vida el entusiasmo, el característico entusiasmo inglés!».
A pesar del nuevo éxito de Dvořák, una actuación en febrero de 1888 del Stabat Mater en Viena fue víctima de un cada vez mayor sentimiento anticheco y de lo que el compositor denominó «crítica destructiva». Agradeció de todo corazón a Richter por su «coraje y su devota simpatía».
De 1886 a 1890, permaneció en su país dedicado a la composición. Surgieron en aquellos años, además de grandes composiciones de música de cámara, la Misa en re mayor, op. 86, la ópera El jacobino, representada en el Teatro Nacional de Praga en 1899, y la Octava Sinfonía en sol mayor, op. 88. El personaje central de El jacobino es Benda, un músico bohemio que vive únicamente por su hija y por su arte. Es un reflejo de Antonín Liehmann, el maestro de Dvořák en su juventud. Los otros personajes se asemejan mucho a la gente entre la cual vivió y creció el compositor en su pueblo natal.
En 1890, invitado por Piotr Ilich Chaikovski, visitó Rusia y dirigió actuaciones de sus propias obras en San Petersburgo y Moscú. En 1891, recibió un título honorífico de la Universidad de Cambridge y se le ofreció un puesto en el Conservatorio de Praga como profesor de composición e instrumentación. Al principio rechazó la oferta, pero luego la aceptó; este cambio de opinión fue aparentemente el resultado de una disputa con su editor Simrock por el pago de su Octava Sinfonía. Como docente, Dvořák reveló un temple eficaz, inaugurando un sistema nada autoritario, fiel al que en otro tiempo había afirmado él mismo, al decir que sus maestros, además de sí mismo, «habían sido los pájaros, las flores y el buen Dios». Ese mismo año, realizó el sexto viaje a Inglaterra. En esta ocasión presentó su Octava Sinfonía. Su notoriedad europea era tan grande que realizó giras por Alemania y Rusia, y por todos lados fue cubierto de honores. El 1891 realizó su octavo viaje a Inglaterra, donde dirigió en Birmingham en el Birmingham Triennial Music Festival su Réquiem, op. 89, para solistas, coro y orquesta, compuesto un año antes. Ese mismo año se fundó el Cuarteto Bohemio, más tarde llamado Cuarteto Checo, con Karel Hoffmann como primer violín, Josef Suk como segundo violín, Oskar Nedbal como viola y Otakar Berger al violonchelo. Se dice que Nedbal y Suk habían sido dos de los alumnos «más prometedores» de Dvořák en el Conservatorio y tomaron la iniciativa de fundar el Cuarteto. Hasta esa fecha, Dvořák había escrito once cuartetos de cuerda, seis de los cuales se habían estrenado, y estos estaban disponibles como parte del repertorio del Cuarteto Bohemio en gira, al igual que los dos cuartetos de Smetana.
Por entonces, Dvořák seguía estrenando nuevas obras en Praga y Londres. Antes de abandonar Europa para marcharse a Estados Unidos, recorrió Bohemia interpretando el nuevo Trío Dumky.

### Estancia en Estados Unidos

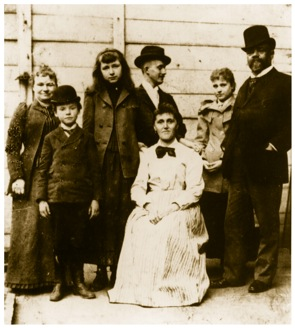
La familia Dvořák con sus amigos en Nueva York en 1893. De izquierda a derecha: su esposa Anna, su hijo Antonín, Sadie Siebert, Josef Jan Kovařík (secretario), madre de Sadie Siebert, su hija Otýlie y Antonín Dvořák.

Entre 1892 y 1895, Dvořák fue director del Conservatorio Nacional de Nueva York, donde tuvo por alumno al compositor estadounidense Horatio Parker. Su salario inicial fue de 15 000 dólares. El Conservatorio fue fundado por una rica y filantrópica dama de la alta sociedad, Jeannette Thurber, quien quería como director a un compositor reconocido, para dar brillantez a la institución. Escribió al compositor, pidiéndole que aceptara el cargo, y él respondió afirmativamente, con tal de que los estudiantes nativos americanos y afroamericanos dotados de talento, que no pudieran permitirse este nivel de instrucción, tenían que ser admitidos gratuitamente, algo inusual para la época. Su contrato original preveía tres horas diarias de trabajo, incluida la docencia y la dirección, seis días a la semana, con cuatro meses de vacaciones cada verano. El pánico de 1893, una severa depresión económica, agotó los activos de la familia Thurber y otros patrocinadores del Conservatorio. En 1894, redujeron su salario a 8000 dólares por año y, además, le pagaron de manera irregular.
El principal objetivo de Dvořák en Estados Unidos era descubrir la «música estadounidense» y participar en ella, de la misma forma que había utilizado los modismos folclóricos checos en su música. Poco después de su llegada al país en 1892, escribió una serie de artículos periodísticos en los que reflexionaba sobre el estado de la música estadounidense. Apoyó el concepto de que la música afroamericana y nativa americana debería usarse como base para el crecimiento de la música estadounidense. Creía que a través de la música de los nativos americanos y afroamericanos, los estadounidenses encontrarían su propio estilo nacional de música. Allí conoció a Harry Burleigh, quien más tarde se convirtió en uno de los primeros compositores afroamericanos. Burleigh dio a conocer a Dvořák los espirituales tradicionales afroamericanos.
Durante el invierno y la primavera de 1893, la Orquesta Filarmónica de Nueva York le encargó que compusiera la Sinfonía del Nuevo Mundo, que se estrenó bajo la dirección de Anton Seidl, entre tumultuosos aplausos. Clapham escribe que «sin duda este fue uno de los mayores triunfos, y muy posiblemente el mayor de todos los que Dvořák experimentó» en su vida, y cuando se publicó la sinfonía fue «aprovechada por directores y orquestas» de todo el mundo.
Dos meses antes de partir hacia Estados Unidos, Dvořák había contratado como secretario a Josef Jan Kovařík, que acababa de terminar sus estudios de violín en el Conservatorio de Praga y estaba a punto de regresar a su casa en Estados Unidos. Allí continuó sirviendo como secretario del compositor y vivió con la familia Dvořák. Había venido de la comunidad de habla checa de Spillville (Iowa), donde su padre Jan Josef Kovařík era un maestro de escuela. Dvořák decidió pasar el verano de 1893 en Spillville, junto con toda su familia. Durante su estancia allí, compuso el Cuarteto para cuerdas en fa (conocido como Cuarteto Americano) y el Quinteto de cuerda en mi♭ mayor, op. 97. De vuelta a Nueva York ese otoño, compuso su Sonatina para violín y piano. También dirigió una interpretación de su Octava Sinfonía en la Exposición Mundial Colombina de Chicago ese mismo año.
En el invierno de 1894-1895, Dvořák escribió su Concierto para violonchelo en si menor, op. 104, B.191, completado en febrero de 1895. El 16 de abril, él y su esposa regresaron a Bohemia, y en agosto, después de recibir asesoramiento legal, informó a Thurber, que le debía dinero, de que no regresaría a Estados Unidos de acuerdo con su contrato.
Brahms siguió intentando «despejar el camino para Dvořák», «el único contemporáneo al que consideraba realmente digno». Mientras Dvořák estaba en Estados Unidos, Simrock todavía publicaba su música en Alemania y Brahms corrigió las pruebas para él. El compositor dijo que era difícil entender por qué Brahms «asumiría el tedioso trabajo de corregir las pruebas. No creo que haya otro músico de su talla en todo el mundo que haga tal cosa».

### Vuelta a Europa y últimos años

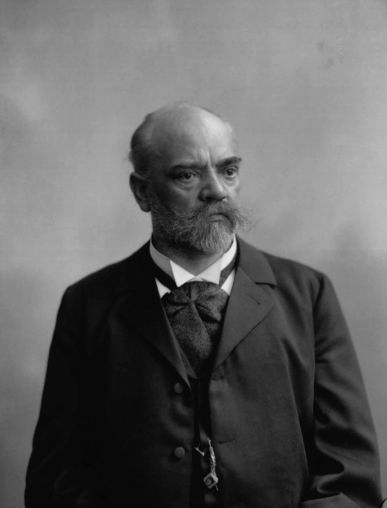
Dvořák en 1904.

Dvořák regresó de Estados Unidos el 27 de abril de 1895, con su esposa y Otakar Berger, y se ocupó de no difundir la noticia de su regreso. Sin embargo, después de una actuación de Dimitrij en el Teatro Nacional el 19 de mayo, huyó a la casa de campo de la familia en Vysoká u Příbramě. Su primer amor y posteriormente cuñada, Josefina Kaunitzová, de soltera Čermáková, murió en mayo de 1895. Ambos habían mantenido relaciones amistosas durante años. Después de su muerte, revisó la coda de su Concierto para violonchelo en su memoria. Durante sus últimos años, se concentró en componer ópera y música de cámara. En noviembre de 1895 reanudó su cátedra en el Conservatorio de Praga, donde, entre sus alumnos, se encontraban Josef Suk y Vítězslav Novák. Entre 1895 y 1897 completó sus cuartetos de cuerda en la♭ mayor y sol mayor, y también trabajó en el ciclo de poemas sinfónicos inspirados en la colección Kytice de Karel Jaromír Erben. Como se ve en el Catálogo de Burghauser de 1960, Dvořák escribió sus cinco poemas sinfónicos en 1896, pero después de eso completó pocas obras por año, principalmente óperas: El jacobino en 1896, nada en 1897, El diablo y Catalina entre 1898 y 1899, Rusalka en 1900, dos canciones y «Recitativos» entre 1900 y 1901, y finalmente la ópera Armida entre 1902 y 1903. Rusalka se convirtió en la más popular de sus diez óperas y ganó reputación internacional.
En 1896 realizó su último viaje a Inglaterra, el noveno, y durante la que sería su última estancia en Londres dirigió el estreno de su Concierto para violonchelo y orquesta en si menor, op. 104, con la Orquesta Filarmónica de Londres. Había empezado esta obra en Estados Unidos y la terminó en Praga. Ese mismo año, Brahms intentó persuadir a Dvořák, que tenía varios hijos, para que se mudara a Viena. Brahms dijo que no tenía dependientes y que «si necesita algo, mi fortuna está a su disposición». Clapham escribe: «Dvořák estaba profundamente conmovido y los ojos de su esposa se llenaron de lágrimas, pero era absolutamente imposible para él, un checo, contemplar la posibilidad de dejar Bohemia». Al propio Brahms le quedaba poco tiempo de vida, ya que murió el 3 de abril de 1897. Además, Brahms esperaba ganarse un aliado en Viena para «contrarrestar la influencia» de Anton Bruckner.

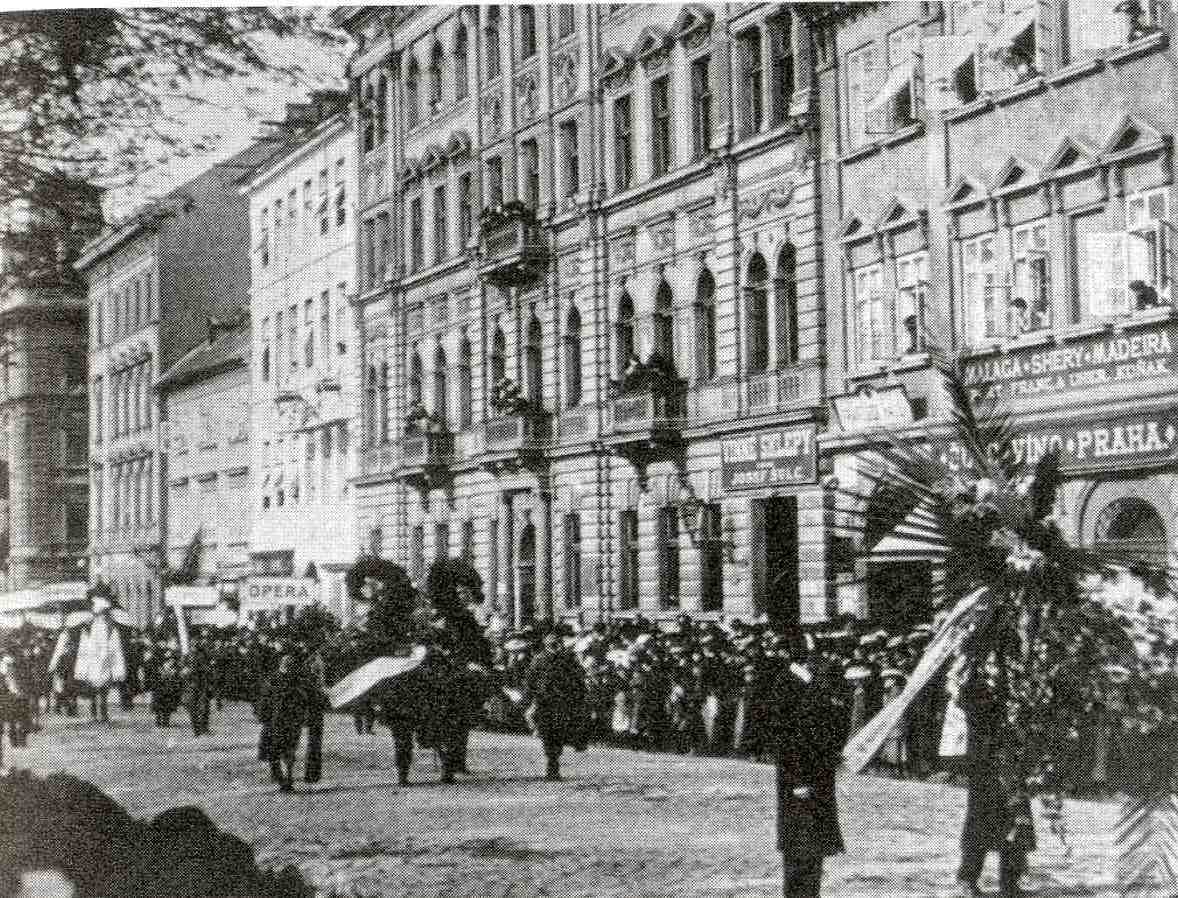
Funeral de Dvořák el 5 de mayo de 1904.

En 1897, su hija Otilie se casó con su alumno, el compositor Josef Suk. Ese mismo año, Dvořák visitó a Brahms en su lecho de muerte y asistió a su funeral el 6 de abril de 1897. En noviembre, fue nombrado miembro del jurado del Estipendio de Artistas de Viena. En noviembre de 1898 se le informó que el emperador Francisco José I le otorgaría una medalla de oro por Litteris et Artibus, ceremonia que tuvo lugar ante una audiencia en junio de 1899. El 4 de abril de 1900 Dvořák dirigió su último concierto con la Filarmónica Checa, interpretando la Obertura trágica de Brahms, la Sinfonía inacabada de Franz Schubert, la Octava Sinfonía de Ludwig van Beethoven y su poema sinfónico La paloma del bosque. En abril de 1901, el emperador lo nombró miembro de la Cámara de los Señores, junto con el poeta checo Jaroslav Vrchlický. Dvořák también sucedió a Antonín Bennewitz como director del Conservatorio de Praga desde noviembre de 1901 hasta su muerte. Allí, tuvo alumnos que siguieron su huella, como Dobri Hristov. El 60.º aniversario de Dvořák se celebró como un evento nacional. Primero, alrededor de la fecha actual, se representaron seis de sus óperas y el oratorio Santa Ludmila en Praga, pero Dvořák estaba en Viena; luego, en noviembre de 1901, llegó la «fiesta de cumpleaños oficial aplazada ... En muchas ciudades de Bohemia y Moravia, el pueblo checo celebró su cumpleaños».

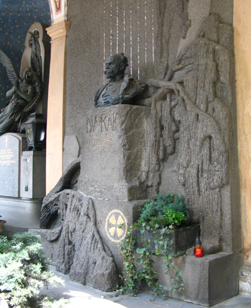
Tumba de Dvořák en el cementerio de Vyšehrad en Praga.

El 25 de marzo de 1904 Dvořák tuvo que abandonar un ensayo de Armida debido a una enfermedad. El primer Festival Musical Checo, en abril de 1904, tenía «un programa que consistía casi en su totalidad» en la música de Dvořák (Leoš Janáček estaba decepcionado de que no se interpretara nada de su música). «Setenta y seis asociaciones corales» de toda Bohemia se reunieron en Praga, y «dieciséis mil cantantes» cantaron el oratorio Santa Ludmila. «Miles de oyentes celebraron» la Sinfonía del Nuevo Mundo. El propio Dvořák se vio obligado por una enfermedad a «irse a la cama», por lo que no pudo asistir.
Dvořák tuvo un «ataque de gripe» el 18 de abril y falleció el 1 de mayo de 1904, de una causa no diagnosticada tras cinco semanas de enfermedad, a la edad de 62 años, dejando muchas obras sin terminar. Su funeral se celebró el 5 de mayo y sus restos fueron enterrados en el cementerio de Vyšehrad en Praga, bajo un busto del escultor checo Ladislav Šalou.

## Obra

### Estilo musical e influencias
El estilo de Dvořák sintetiza los estilos clásico y romántico. Aunque creó un lenguaje nuevo y original para sus medios de expresión, su estructura compositiva se basó generalmente en enfoques formales tradicionales establecidos en el alto Clasicismo, específicamente el uso de la forma sonata, el rondó y las variaciones. Aunque no fue un pionero en ello, logró introducir nuevos elementos en la estructura formal tradicional, en particular, con la incorporación de estilizaciones del furiant en lugar del scherzo dentro del ciclo de la sonata, y el dumka en lugar del movimiento lento.
Siguió los pasos de Bedřich Smetana, el creador del estilo musical checo moderno, aunque a diferencia de éste (que se centró por completo en el folclore checo), se inspiró en la música folclórica de otras naciones eslavas y, durante su etapa en Estados Unidos, también en la música afroamericana y nativa americana. Así, muchas de sus composiciones, como las Danzas eslavas y su gran colección de canciones, se inspiraron directamente en la música tradicional checa, morava y otras eslavas. Como base para sus obras, utilizó con frecuencia formas de danza folclórica eslava, incluida la skočná; las furiant, sousedská y špacirka bohemias; el odzemek eslovaco; las mazurca y polonesa polaca; el kolo yugoslavo, y formas de canciones populares de los pueblos eslavos, incluido el dumka ucraniano. Esta influencia se percibe tanto por los ritmos como por las formas melódicas. Sus dieciséis Danzas eslavas, op. 46, que primero le dieron una amplia reputación, y op. 72, incluyen al menos una de cada una de estas formas. También escribió una Polonesa orquestal (1879). Llamó al tercer movimiento de su Sexta Sinfonía como «Scherzo (Furiant)». Su Trío Dumky es una de sus obras de cámara más conocidas y lleva el nombre del dumka, un género tradicional eslavo y polaco. Sus principales obras reflejan su herencia y amor por su tierra natal.
La música de Dvořák se caracteriza por sus «impactantes melodías, inventiva rítmica y efectiva instrumentación». Sus obras incorporan una amplia paleta de estados de ánimo, desde la «articulación gozosa de la felicidad humana hasta expresiones de intimidad y profunda meditación». El lirismo es un rasgo distintivo de la mayoría de ellas.
Dvořák había sido un admirador de la música de Richard Wagner desde 1857. Al final de su vida, dijo que «era un genio tan grande que era capaz de hacer cosas que estaban más allá del alcance de otros compositores». Wagner influyó especialmente en las óperas de Dvořák, pero también en algunas piezas orquestales. Según Clapham, el tema del «Andante Sostenuto» de su Cuarta Sinfonía «casi podría haber salido directamente de Tannhäuser».
A partir de 1873, su estilo fue «moviéndose constantemente en la dirección de los modelos clásicos». Para ser más específico sobre los «modelos clásicos», en 1894 Dvořák escribió un artículo en el que decía que los compositores del pasado que más admiraba eran Johann Sebastian Bach, Wolfgang Amadeus Mozart, Ludwig van Beethoven y Franz Schubert. Como el artículo trataba específicamente sobre este último, tres años antes del centenario de su nacimiento, parece que Dvořák tenía una predilección especial por él.

### Composiciones
Antonín Dvořák compuso más de cuatrocientas obras en una gran variedad de formas musicales. Sus nueve sinfonías generalmente se ajustan a los modelos clásicos, pero también compuso cinco poemas sinfónicos. Muchas de sus obras muestran la influencia de los ritmos y formas melódicas de la música folclórica checa. Entre ellos se encuentran los dos conjuntos de Danzas eslavas (originalmente para piano a cuatro manos), tres Rapsodias eslavas, las Variaciones sinfónicas y la mayoría de sus canciones. Los ecos de tal influencia también se encuentran en sus principales obras corales. En total, compuso más de cincuenta obras orquestales. Escribió once óperas (de las cuales la más conocida es Rusalka), varias suites y oberturas, serenatas para orquesta de cuerda y conjunto de viento, conciertos, música de cámara (un total de casi sesenta obras, entre las que se incluyen dieciocho cuartetos de cuerda, donde destaca el llamado Americano, y cinco quintetos, dos de ellos con piano), un sexteto, siete tríos, música para piano (más de treinta obras), violín y dúos vocales (más de cien canciones, entre ellas diez Canciones bíblicas y siete Canciones gitanas).
Además, entre su legado se encuentran una gran cantidad de bocetos de obras previstas, junto con reducciones para piano de sus propias piezas y arreglos de obras de otros compositores.

#### Sinfonías
Durante la vida de Dvořák, sólo cinco de sus sinfonías fueron ampliamente conocidas. Su editor, Fritz Simrock, no era partidario de publicar grandes obras sinfónicas, dado que estas eran más difíciles de vender. La primera que fue publicada fue la sexta, porque la fama internacional de Dvořák empezaba a crecer y célebres directores, como por ejemplo Hans Richter (a quien fue dedicada), deseaban estrenar nuevas obras sinfónicas. Después de la muerte de Dvořák, la investigación descubrió otras cuatro sinfonías inéditas, de las cuales la primera había sido perdida incluso por el propio compositor. Todo esto condujo a una confusa situación por la cual la Novena Sinfonía «Del Nuevo Mundo» ha sido considerada sucesivamente la quinta, octava y novena.
Con su estilo lírico y accesibilidad para el oyente, las sinfonías de Dvořák parecen derivar de la tradición schubertiana; pero, como sugiere Taruskin, la diferencia fue el uso de la forma cíclica por parte de Dvořák, especialmente en sus sinfonías y conciertos posteriores, donde «ocasionalmente recicló temas ... hasta un grado que le dio a sus obras un tinte de "programmaticismo" secreto».
Al contrario de otros muchos compositores que no compusieron obras sinfónicas ambiciosas hasta la madurez (como por ejemplo su mentor Johannes Brahms), Dvořák escribió su Sinfonía n.º 1 en do menor cuando apenas tenía veinticuatro años. Subtitulada «Las campanas de Zlonice» en referencia al tiempo que pasó en el pueblo de Zlonice, y en la iglesia allí, entre los 13 y los 16 años. Al igual que la Sinfonía n.º 2 en si♭ mayor, op. 4, también de 1865, a pesar de toques de originalidad, no quedó en el repertorio sinfónico estándar.
La Tercera Sinfonía en mi♭ mayor, op. 10 (c. 1873), muestra el impacto de la relación de Dvořák con la música de Richard Wagner. Esta influencia es menos evidente en la Cuarta Sinfonía en re menor, op. 13, excepto el inicio del segundo movimiento. Esta es la última de sus sinfonías de juventud.
Las sinfonías intermedias, la Sinfonía n.º 5 en fa mayor, op. 76, y la Sinfonía n.º 6 en re mayor, op. 60, son en gran parte obras bucólicas. La Sexta se asemeja mucho a la Segunda Sinfonía de Brahms, en particular en los dos movimientos extremos, pero no tanto en el tercer movimiento furiant, una vívida danza checa. Esta fue la sinfonía que hizo que Dvořák fuera conocido internacionalmente como compositor sinfónico.
La Sinfonía n.º 7 en re menor, op. 70, es muy apreciada por críticos y musicólogos; Tovey afirmó que «junto con las cuatro sinfonías de Brahms y la Novena de Schubert, se encuentra entre los ejemplos más grandes y puros de esta forma de arte desde Beethoven». La Octava Sinfonía en sol mayor, op. 88, se caracteriza por un tono más cálido y optimista. El crítico alemán Karl Schumann (en las notas del folleto para una grabación de todas las sinfonías de Rafael Kubelík) la compara con las obras de Gustav Mahler.
La Novena Sinfonía en mi menor, op. 95, es más conocida por su subtítulo «Del Nuevo Mundo». La compuso entre enero y mayo de 1893, mientras Dvořák estaba en Nueva York. En el momento de su primera presentación, afirmó que había usado elementos de la música estadounidense, como música espiritual y nativa americana en esta obra, pero después lo negó.
Muchos directores han grabado ciclos de las sinfonías, incluidos Karel Ančerl, István Kertész, Rafael Kubelík, Otmar Suitner, Libor Pešek, Zdeněk Mácal, Václav Neumann, Witold Rowicki, Jiří Bělohlávek y Neeme Järvi. Adolf Čech estrenó más sinfonías de Dvořák que nadie. Dirigió las primeras representaciones de la Segunda Quinta y Sexta; el compositor estrenó la Séptima y Octava; Bedřich Smetana lideró la Tercera y Cuarta; Anton Seidl dirigió la Novena y Milan Sachs estrenó la Primera.

#### Obras corales

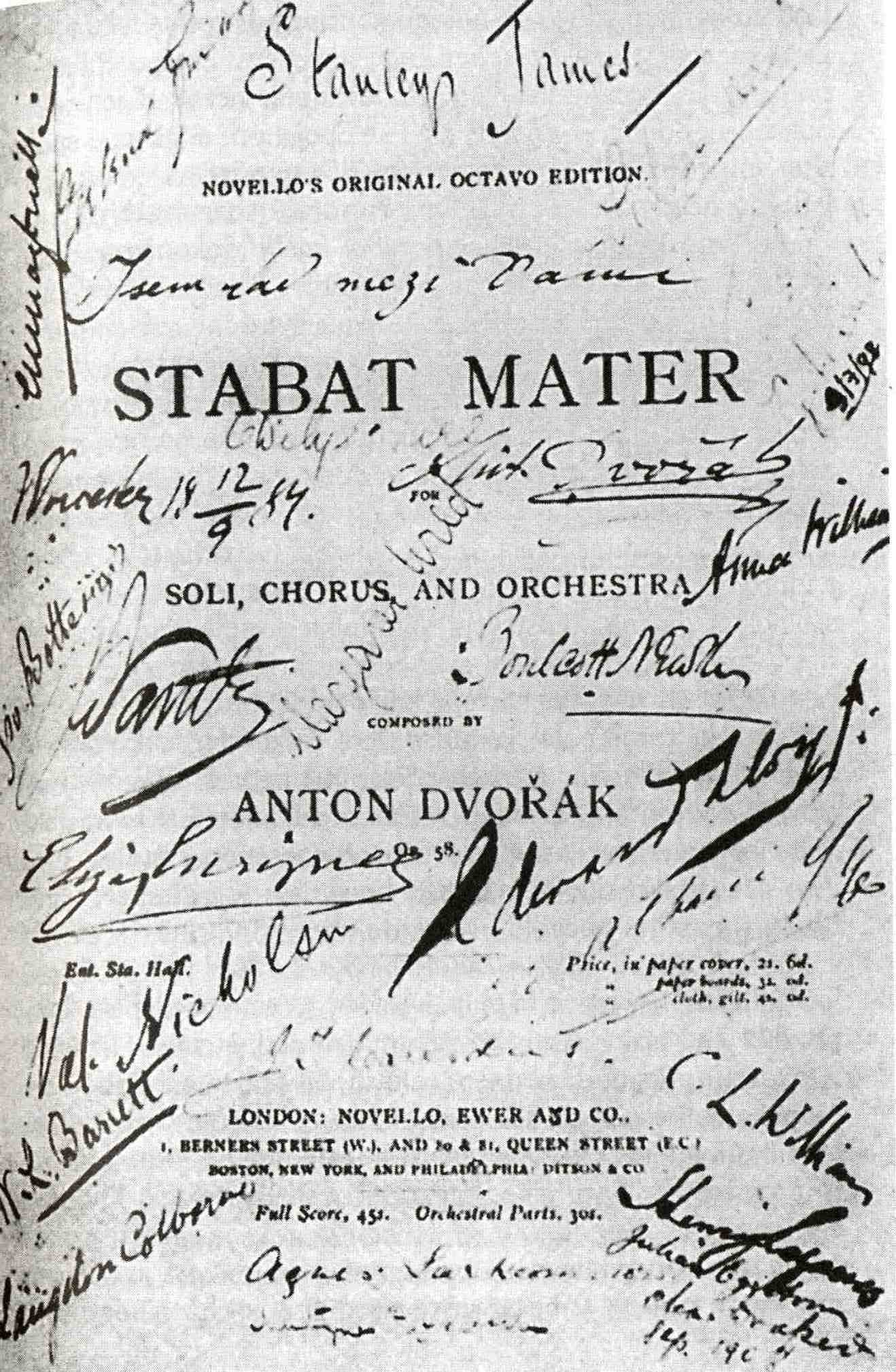
Portada de la partitura del Stabat Mater. Recuerdo de la actuación en Worcester el 12 de septiembre de 1884, con las firmas de Dvořák y los miembros de la orquesta.

A las principales obras corales de Dvořák pertenecen su arreglo del Stabat Mater (el más largo existente de ese texto), su Réquiem, su arreglo del Te Deum y la Misa en re mayor.
El Stabat Mater, op. 58, es una extensa obra (cerca de 90 minutos) vocal-instrumental de música sacra para solistas (soprano, alto, tenor y bajo), coro y orquesta basada en el texto de un himno litúrgico con el mismo nombre. La inspiración para crear esta pieza fue la muerte de la hija del compositor, Josefa. La obra fue escrita en varias fases, con la versión final acabada a finales de 1877. La primera actuación tuvo lugar el 23 de diciembre de 1880 en la Asociación de Artistas Musicales de Praga. Se acostumbra a interpretar la composición en la República Checa durante la Pascua.
Antonín Dvořák compuso el Réquiem en 1890, a comienzos del período cumbre de su carrera. La composición no se refiere a ninguna persona o acontecimiento específico, se trata de un trabajo reflexivo de las cuestiones básicas existenciales humanas: de la pena y el consuelo en la muerte, el sentido de la vida y la muerte, así como la esperanza. Era un hombre profundamente religioso, y este trabajo refleja su fe y espiritualidad. El estreno de la obra se llevó a cabo el 9 de octubre de 1891 en Birmingham, dirigido por el propio compositor, y fue «muy exitoso». Tuvo un éxito destacado en Boston el 30 de noviembre de 1892: «el compositor fue aplaudido con frecuencia entre números y recibió una ovación entusiasta al final». En Viena, fue recibido, tardíamente, en 1901: «La actuación de Viena en marzo de 1901 fue un triunfo de la música de Dvořák, como si el público vienés quisiera compensar así la recepción anterior, a veces fría, de sus obras».
El Te Deum, op. 103, es un cantata para soprano y barítono solista, coro y orquesta con el texto latino del famoso himno espiritual «Te Deum laudamus» (A ti, Dios, te alabamos). Fue compuesto en 1892 y dedicado a los 400 años del descubrimiento de América. La composición se completó antes de que Dvořák se trasladara a los Estados Unidos y fue encargada por la directora del Conservatorio Nacional de Música de América en Nueva York, Jeannette Thurber, en 1891, cuando el compositor aceptó un lugar como director de su escuela. Originalmente, el texto del poema de Joseph Rodman Drake, «La bandera americana» tenía que ser utilizado para la obra, pero Dvorák no recibió a tiempo el texto y en su lugar usó las palabras del himno de la iglesia medieval, escrito por Ambrosio de Milán. La composición se estrenó como el primer concierto de Dvořák en Nueva York el 21 de octubre de 1892. El Te Deum no es tan monumental ni extenso como el Réquiem y el Stabat Mater, pero aun así incluye pasajes similares de profunda meditación y de nobleza expresiva.
La Misa en re mayor, (originalmente numerada como op. 76, finalmente, como op. 86) es una pieza concentrada, con una composición estructurada, prevista originalmente para órgano, voces solistas y coro pequeño. La obra cobró su forma definitiva en 1892 cuando, en respuesta a una petición de la editorial Novello de Londres, Dvořák arregló su Misa para una orquesta sinfónica.
El oratorio Santa Ludmila fue un gran éxito en Bohemia y Moravia, cantado en eventos en honor de Dvořák en 1901 y 1904. La pieza tuvo un éxito considerable en Inglaterra en octubre de 1886, con una audiencia el día 15 «en éxtasis... los críticos elogiaron la música en los términos más cálidos», y el día 29, hubo una «audiencia numerosa e igualmente entusiasta, y una vez más los críticos se llenaron de elogios», pero la traducción del libreto del checo al inglés fue «considerada en todos lados como insatisfactoria».
Otras obras corales son el Himno de los campesinos checos, la cantata La novia del espectro, op. 69, B.135, interpretada en 1885 en el Festival Musical de Birmingham, fue el mayor éxito hasta ese momento en la carrera de Dvořák; La bandera norteamericana, Festival de la canción, y otras muchas.

#### Conciertos
El crítico Harold C. Schonberg describió los conciertos de Dvořák como «un atractivo Concierto para piano en sol menor con una parte de piano bastante ineficaz, un hermoso Concierto para violín en la menor y un supremo Concierto para violonchelo en si menor». Todos ellos están en la forma clásica de tres movimientos. 
El Concierto para piano y orquesta en sol menor, op. 33 fue el primero de los tres conciertos (para instrumento solista y orquesta) que compuso Dvořák, pero es quizás el menos conocido de los tres. El Concierto para violín y orquesta en la menor, op. 53 fue escrito en 1878 para Joseph Joachim, a quien Dvořák había conocido y admirado. Lo terminó en 1879, pero Joachim se mostró escéptico ante la obra. El concierto lo estrenó en 1883 en Praga el violinista František Ondříček, quien también dio sus primeras representaciones en Viena y Londres.
El Concierto para violonchelo y orquesta en si menor, op. 104 fue el último de ellos que compuso. Lo escribió entre 1894 y 1895 para su amigo Hanuš Wihan. Éste y otros habían pedido un concierto para violonchelo durante algún tiempo, pero Dvořák se negó y afirmó que el violonchelo era un buen instrumento orquestal, pero completamente insuficiente para un concierto en solitario. Compuso el concierto en Nueva York mientras se desempeñaba como director del Conservatorio Nacional. En 1894, Victor Herbert, que también enseñaba en el Conservatorio, había escrito su Segundo concierto para violonchelo, op. 30, y lo presentó varias veces ese año, incluido su exitoso estreno con la Filarmónica de Nueva York bajo la dirección Anton Seidl. El 5 de abril de 1894, Dvořák asistió a una representación de su Novena Sinfonía. El programa incluía también una interpretación de la obra de Herbert. Fuera por la insistencia de Wihan o por la impresión que le causó escuchar la representación de la obra de Herbert (o por ambos motivos), decidió componer su Concierto para violonchelo. Dvořák asistió al menos a dos representaciones del concierto para violonchelo de Herbert. El concierto de Dvořák se estrenó en Londres el 16 de marzo de 1896, con el violonchelista inglés Leo Stern. La recepción fue «entusiasta». Brahms dijo de la obra: «Si hubiera sabido que uno podía escribir un concierto para violonchelo como este, ¡habría escrito uno hace mucho tiempo!». De acuerdo con Schonberg, el violonchelista y autor Robert Battey escribió: «Creo que es el mejor de todos los conciertos para violonchelo ... una opinión compartida por la mayoría de los violonchelistas». Un recopilatorio de discografías de la música de Dvořák escribió que el suyo es el «rey» de los conciertos para violonchelo. Desde entonces, el concierto, considerado como uno de los mejores de su género, ha crecido en popularidad y hoy en día es interpretado muy a menudo.
En 1865, al principio de su carrera, Dvořák había compuesto un Concierto para violonchelo en la mayor con acompañamiento de piano, B.10. Günter Raphael entre 1925 y 1929 produjo una versión revisada y orquestada. El catalogador de Dvořák, Jarmil Burghauser, hizo otra orquestación y compendio, publicado en 1975.

#### Música de cámara
Dvořák, que también tocaba la viola, sentía una afinidad natural por escribir para cuerdas. Su música de cámara está fuertemente inspirada en la cultura popular estadounidense, al mismo tiempo que mantiene sus raíces checas. Durante un período de treinta años, compuso más de cuarenta obras de música de cámara.

##### Quintetos de cuerda
En 1860, justo después de completar su educación en la Escuela de Órgano de Praga, compuso su Quinteto de cuerda n.º 1 en la menor, op. 1. Le seguirían dos más, de los cuales el Quinteto de cuerda n.° 2 en sol mayor, op. 77 de principios de 1875, destaca por el uso de un contrabajo. Este quinteto lo escribió hacia el final de su etapa de transición, incorporando una densidad temática a sus obras. Se caracteriza por un delicado estilo de opereta poco común en su obra instrumental. La extensión de una variación a toda la sección recuerda a su literatura sinfónica. Lo escribió para un concurso de música de cámara patrocinado por Umělecká beseda (Círculo artístico), donde se le otorgó por unanimidad un premio de cinco ducados por la «distinción del tema, la destreza técnica en la composición polifónica, el dominio de la forma y el conocimiento de los instrumentos» desplegados. El Quinteto de cuerda n.° 3 en mi♭ mayor, op. 97, con una segunda viola añadida, lo compuso cerca del final de su período estadounidense en 1893, durante unas vacaciones de verano en Spillville. La influencia que tuvo la música folclórica de los nativos americanos en su obra también fue evidente en este quinteto; hay un ritmo de tambor común en la música nativa americana que se presenta en todos los movimientos, excepto en el «Larghetto».

##### Cuartetos de cuerda
En la década de 1880, Dvořák hizo una lista de sus composiciones destruidas, incluidos los cuartetos de cuerda en si♭, re y mi menor de entre 1868 y 1870. Destruyó estas composiciones durante su «período loco» sólo después de que ya se habían impreso copias. La cantidad de errores en las partes hace que sea poco probable que alguna vez se hayan interpretado. Conservó los manuscritos de estos cuartetos, pero no les dio números de opus. Se observa que tienen los números B.17, B.18 y B.19 en el catálogo de Burghauser y muestran la fuerte influencia de la música de Richard Wagner. Los cuartetos segundo, tercero y cuarto ilustran el progreso de Dvořák como compositor. Demuestra comprensión del lenguaje musical altamente desarrollado en su cuarteto en re mayor, dando forma a la melodía de la canción de libertad eslava Hej Slovane (¡Oigan, eslavos!) en un estilo de variación. El cuarteto en mi menor es un solo movimiento, que incluye 63 compases lentos en un punto de pedal fa♯. El movimiento único del cuarteto en mi menor se usó cinco años más tarde en su segundo quinteto de cuerda op. 77, como un segundo movimiento llamado «Intermezzo: Nocturne», haciendo de ésta inicialmente una composición de cinco movimientos. Más tarde retiró el segundo movimiento y lo transformó en el Nocturno para cuerdas en si mayor, op. 40 (B.47). Estos muestran un sentido más fuerte de la forma e incluyen tres arreglos separados: para orquesta (B.47), para violín y piano (B.48A) y para piano a cuatro manos (B.48B).
Durante su estancia en Estados Unidos en 1893, compuso uno de sus cuartetos más populares, el Cuarteto Americano, op. 96. Escribió esta obra en tres días después de que él y su familia se reunieran en Spillville. Se inspiró en la libertad que sentía en el campo de Estados Unidos. Esta pieza se distingue de sus otros cuartetos por la sencillez de su escritura. A lo largo de la pieza, utiliza ritmos de salto, registro alto del primer violín y relaciones clave unificadas entre todos los movimientos, excepto para el «Lento». Hay menos forma en el material temático, uso intensivo de la repetición y se prestó menos atención al desarrollo.

##### Otras obras de cámara
También compuso dos quintetos para piano (op. 5 y op. 81), ambos en la mayor, de los cuales el segundo es el más conocido. Dejó un Terzetto para dos violines y viola (op. 74); dos cuartetos de piano (op. 23 y op. 87), un sexteto de cuerda, op. 48; y cuatro tríos para piano, incluido el Trío Dumky, op. 90. También escribió un conjunto de Bagatelas, op. 47, para la inusual combinación de dos violines, violonchelo y armonio. Las Bagatelas son cíclicas y similares a una suite, haciéndose eco de melodías de gaitas checas. Escribió dos valses para cuarteto de cuerdas y arregló un conjunto de doce canciones de amor para el cuarteto de cuerdas titulado Cypřiše (B.152), tomado de su conjunto de dieciocho canciones originalmente compuestas en 1865 titulado Cipreses. Sus obras para violín y piano incluyen las Piezas románticas, la Sonatina para violín y la Sonata para violín.

#### Poemas sinfónicos
Franz Liszt había inventado la forma musical poema sinfónico, que era entonces relativamente nueva, y nunca fue adoptada por compositores románticos más conservadores como Brahms. Dvořák compuso cinco poemas sinfónicos, todos entre 1896 y 1897, y tienen números de opus consecutivos: El duende de las aguas (Vodník), op. 107; La bruja del mediodía, op. 108; La rueca de oro, op. 109; La paloma del bosque, op. 110; y El canto del héroe, op. 111. Los primeros cuatro se basan en baladas de la colección Kytice del folclorista checo Karel Jaromír Erben. El canto del héroe se basa en un programa concebido por Dvořák y se cree que es autobiográfica.

#### Óperas
En una entrevista de 1904, Dvořák afirmó que la ópera era «la forma más adecuada para la nación». Si este sentimiento nacionalista estaba en el corazón de sus composiciones de ópera, luchó por encontrar un estilo a caballo entre la melodía tradicional checa y el estilo de grand opéra de Giacomo Meyerbeer, que experimentó como viola solista en la orquesta del Teatro Provisional de Praga entre 1862 y 1871, y cuya influencia es evidente en sus obras, como Vanda y Dimitrij. Su interés posterior en la música de Richard Wagner también influyó en sus óperas, evidente en su extensa reescritura de Dmitrij en 1894, tras su fracaso en Viena.
De todas sus óperas, sólo Rusalka, op. 114, que contiene la conocida aria «Měsíčku na nebi hlubokém» («Canción a la luna»), se toca en escenarios de ópera contemporáneos con frecuencia fuera de la República Checa. Esto se debe a su invención y libretos desiguales, y quizás también a sus requisitos de puesta en escena: El jacobino, Armida, Vanda y Dimitrij necesitan escenarios lo suficientemente grandes como para representar a los ejércitos invasores.
Expertos en Dvořák, como Michael Beckerman, especulan que el segundo movimiento de su Novena Sinfonía fue adaptado de los estudios para una ópera nunca escrita sobre Hiawatha.

#### Canciones
El ciclo de canciones de diez Canciones bíblicas, op. 99, B.185, lo escribió en marzo de 1894. Alrededor de esa época, Dvořák fue informado de la muerte del famoso director de orquesta y su amigo personal cercano, Hans von Bülow. Un mes antes, se había apenado al saber que su padre estaba al borde de la muerte, muy lejos en Bohemia. Dvořák se consoló en los Salmos. La obra resultante, considerada la mejor de sus ciclos de canciones, está basada en el texto de la Biblia checa de Kralice. El padre de Dvořák murió el 28 de marzo de 1894, dos días después de la finalización de la obra.
Otro ciclo muy conocido es el de las siete Canciones gitanas (Cikánské melodie) B.104, op. 55, que incluye «Canciones que me enseñó mi madre» (la cuarta del conjunto).
Creó muchas otras canciones inspiradas en la música tradicional nacional checa, como las «Canciones de amor», las «Canciones nocturnas», etc.

#### Otras obras
De otras obras que muestran la influencia de los ritmos folclóricos checos y formas melódicas, quizás los ejemplos más conocidos son los dos conjuntos de Danzas eslavas. El primer libro, op. 46 (1878), tiene una forma predominantemente checa. Fue creado para dúo de pianos (para piano a cuatro manos), pero luego Dvořák orquestó todo el conjunto, completándolo el mismo año. El segundo libro, op. 72 (también compuesto originalmente para piano a cuatro manos), compuesto ocho años después, incluye formas autóctonas de otras tierras eslavas Serbia, Polonia y Ucrania, aunque algunas «fusionan características de más de una danza». No usó melodías folclóricas reales, sino que creó sus propios temas al estilo de la música folclórica tradicional y utilizó los ritmos de las danzas folclóricas originales.
Humorescas, op. 101, es un ciclo de piano que escribió durante el verano de 1894. Según el crítico musical David Hurwitz, «la séptima Humoresca es probablemente la obra para piano pequeña más famosa jamás escrita después de Para Elisa de Beethoven».
Una obra que no encaja en las otras categorías son las Variaciones sinfónicas de 1877. Las variaciones orquestales sobre un tema original, compuestas como una obra independiente, eran un género bastante inusual. Originalmente sin éxito y revivido sólo después de diez años, desde entonces se ha establecido en el repertorio.

### Problema con la numeración de las obras
Un gran número de obras de Dvořák recibieron números de opus, pero no siempre en el orden en que fueron escritas o publicadas. La edición de las obras de Dvořák por Simrock planteó algunas confusiones sobre su ordenación cronológica. Por su parte, el propio Dvořák dio un número de opus más bajo a algunas de sus composiciones para poder venderlas a otras editoriales eludiendo sus obligaciones contractuales. De esta manera, se asignó el mismo número de opus a más de una de las obras de Dvořák, por ejemplo, el opus número 12 se asignó sucesivamente a la ópera El rey y el carbonero (1871), el Concierto obertura en fa (1871, derivado de la ópera), el Cuarteto de cuerda n.° 6 en la menor (1873), el Furiant en sol menor para piano (1879) y el Dumka en do menor para piano (1884). En algunos casos, una misma obra llegó a tener tres números de opus diferentes.
También ha habido confusión sobre la numeración de sus sinfonías. Ello se debió a que fueron enumeradas inicialmente según su orden de publicación, no de composición. Además, las cuatro primeras sinfonías se publicaron después de las otras cinco y éstas no se publicaron en su orden cronológico correcto. Por ello, por ejemplo, la Sinfonía del Nuevo Mundo fue conocida durante un tiempo como Quinta y posteriormente como Octava antes de recibir su numeración definitiva como Novena Sinfonía en la edición crítica publicada en la década de 1950.
Todas las obras de Dvořák fueron catalogadas cronológicamente por Jarmil Burghauser. Como ejemplo, en el catálogo Burghauser, la Sinfonía del Nuevo Mundo, op. 95, es B.178. Los expertos de hoy a menudo se refieren a las obras de Dvořák por sus números B (por Burghauser), en parte porque muchas de las primeras obras no tienen números de opus. Las referencias a los números de opus tradicionales siguen siendo comunes debido a su continuidad histórica con partituras y programas impresos anteriores. Es más probable que los números de obra aparezcan en programas de interpretación impresos.

## Legado

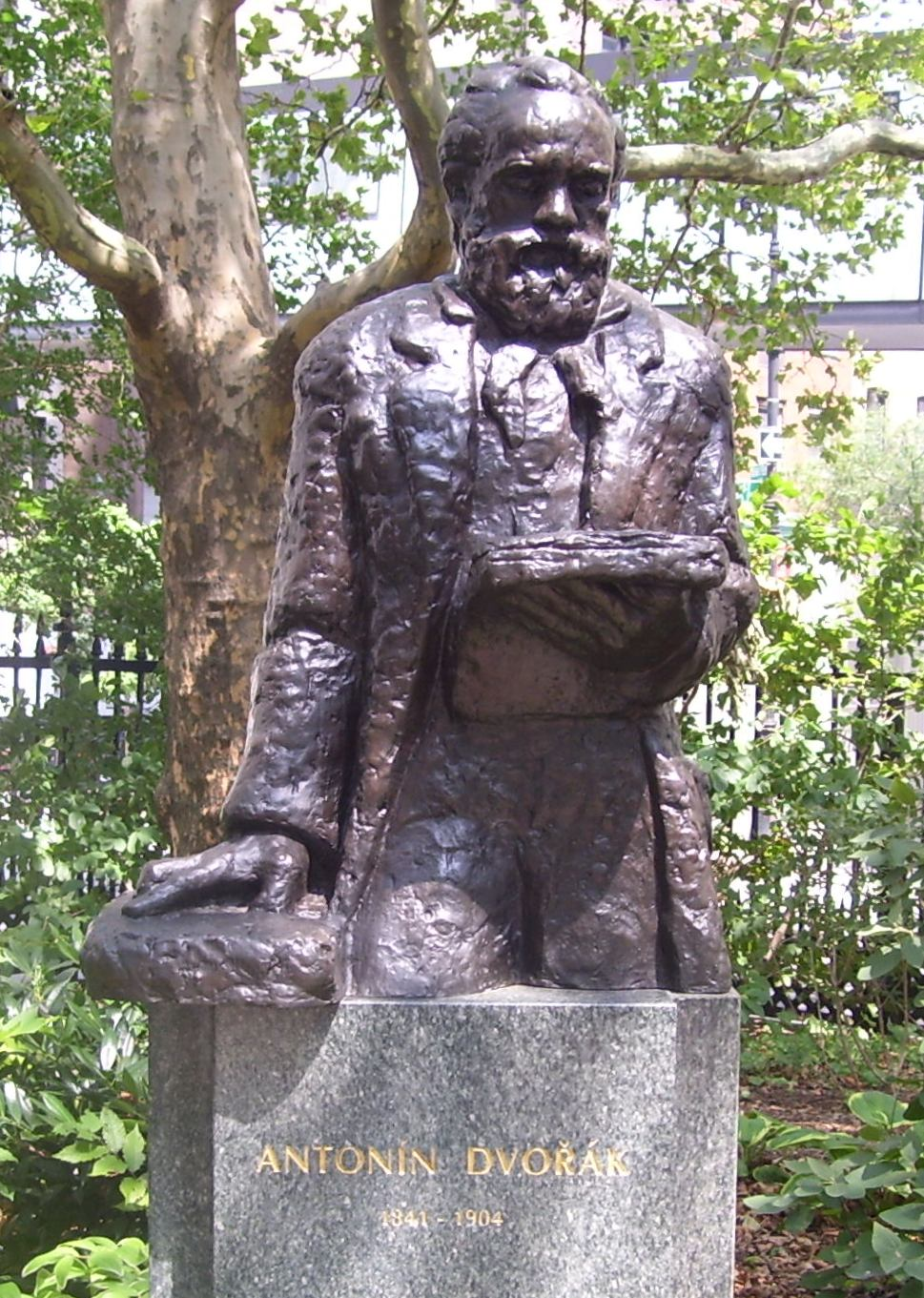
Estatua de Dvořák en Stuyvesant Square, cerca de la que fue su residencia en Nueva York.

Desde 2008, la Academia de Música Clásica de la República Checa organiza el Festival Internacional de Música de Dvořák de Praga, una importante serie de conciertos que se celebra anualmente para homenajear la vida y obra del compositor. Inaugura la temporada de conciertos en otoño y se desarrolla durante dos semanas.
La casa de Dvořák en Nueva York estaba ubicada en 327 East 17th Street, cerca de la intersección de lo que hoy se llama Perlman Place. Fue en esta casa donde compuso tanto el Concierto para violonchelo en si menor como la Sinfonía del Nuevo Mundo. A pesar de las protestas, del presidente checo Václav Havel, entre otros, que querían que la casa se conservara como un sitio histórico, fue demolida en 1991 para hacer espacio para una residencia del Centro Médico Beth Israel para personas con sida. En 2017, esta residencia se convirtió en un refugio para personas sin hogar. Sin embargo, para honrar a Dvořák, se erigió una estatua suya en la cercana Stuyvesant Square.

### En la cultura popular
La película de 1980 Koncert na konci léta (Concierto al final del verano) se basa en la vida de Dvořák. El papel protagonista fue interpretado por Josef Vinklář. La película de televisión de 2012 Americké dopisy (Cartas americanas) se centra en la vida amorosa de Dvořák, que es interpretado por Hynek Čermák. Ian Krykorka ha escrito varios libros para niños basados en algunas de las óperas de Dvořák. Josef Škvorecký escribió Dvorak in Love sobre su vida en Estados Unidos como director del Conservatorio Nacional de Música. Además, se ha usado su música en más de 300 películas y programas de televisión.
Neil Armstrong llevó una grabación de la Sinfonía del Nuevo Mundo durante la misión del Apolo 11, la primera misión que pisó la Luna, en 1969, y en 2009 fue votada como la sinfonía favorita en una encuesta realizada por ABC Classic FM en Australia.
El asteroide (2055) Dvořák, descubierto por Luboš Kohoutek, y el cráter de impacto Dvorák del planeta Mercurio reciben su nombre en su honor.